# Manel Lacambra
Manel Lacambra (né le 7 août 1975 à Barcelone) est un directeur sportif d'équipes cyclistes espagnol. Il dirige l'équipe féminine Cylance depuis 2016.

## Biographie
Après avoir été cycliste dans les catégories de jeunes et en amateur, Manel Lacambra devient mécanicien dans l'équipe professionnelle italienne Polti en 1999.
En 2003, à l'invitation de son ami Alessandro Calzolari, il rejoint l'équipe féminine Aliverti. Il travaille ensuite pour les équipes Prato Marathon Bike, Let's Go Finland et Bigla. Intéressé par la direction de course depuis son passage chez Polti, il devient directeur sportif en 2006 chez Univega, l'une des meilleures équipes féminines. Il poursuit sa carrière au sein de l'équipe Cervélo.
En 2010, Manel Lacambra est nommé directeur du programme d'endurance de l'équipe féminine des États-Unis par la fédération américaine de cyclisme.
Il quitte cette fonction dès la fin d'année, suivant deux des coureuses américaines, Mara Abbott et Shelley Olds, dans l'équipe Diadora-Pasta Zara.
En 2013, il encadre l'équipe féminine Tibco. L'année suivante, il est engagé par l'équipe masculine MTN-Qhubeka.
Il retrouve le cyclisme féminin l'année suivante en devenant directeur sportif de l'équipe Bigla. Il quitte cependant l'équipe avec Shelley Olds en juin. Cette dernière étant sa compagne depuis 2014.
En 2016, il participe à la création de l'équipe féminine Cylance, dont il prend la direction,.